# Цибульська Таїсія Валентинівна
Таїсія Валентинівна Цибульська (нар. 26 листопада 1975 у селищі Компаніївка, що на Кіровоградщині) — українська поетеса, упорядниця та організаторка літературних збірок.

## Життєпис
Закінчила Компаніївську восьмирічну школу, продовжила навчання у Кіровоградському технікумі сільськогосподарської механізації (нині Кропивницький коледж механізації сільського господарства) за спеціальністю бухгалтерська справа і аудит, закінчила з відзнакою. 
З 1999 року проживає в м. Кременчук Полтавської області. Працює за фахом у приватному підприємстві. Із 2016р. член СЛ «Славутич». 16 серпня 2020 року створила Літературно-мистецьке об'єднання "Оріана" м.Кременчук.
Зараз проживає у місті Кременчук Полтавської області. 
Одружена, має дочку та сина.

## Творчість
Має публікації у збірках:
- «Хрестоматія вихователя ДНЗ. Сфера життєдіяльності Природа» (видавництво Ранок, місто Харків, 2011),
- Альманах «Ліра» (місто Хмельницький, видавець Стасюк Л. С., 2012),
- «Усі ми родом з дитинства. Добра казка» (місто Хмельницький, ЛТС «Елітер», видавець Стасюк Л.С 2012),
- «Натхнення» (місто Кременчук, видавець Щербатих О. В., 2013),
- «Вілаг почуттів» (місто Ужгород, ФОП Бреза А. Е., 2012) і
- «Материнська молитва. Українки — героям Майдану» (Київ, «Наш Формат», 2014).
- «Осінь у камуфляжі» (Кременчук: Видавець ПП Щербатюк О. В., 2014)[1]
- «Поетична топоніміка» (місто Хмельницький, ФОП Цюпак, 2015)
- «Вільним птахом слово лине» (Кропивницький, ТОВ «Поліграф-Сервіс», 2015)
- «Він, Вона і війна» (Кременчук, ПП Щербатих О.В., 2016)
- «Рідний край у словах і барвах» (м.Дніпро, організатор Наталія Дев'ятко, 2016)
- «Огні горять...» (Кременчук, ПП Щербатих О.В., 2017)
- "Поетична топоніміка 2" (м.Хмельницький, ФОП Цюпак 2018)
- "Танець семи покривал" (м.Кременчук, ПП Щербатих "Новабук", 2018)
- "М'ята" (ГО Літературна агенція "Зілля" ФОП П'янкова Т.Л. 2018)
- "Обпалені крила" (м.Київ, Друкарський двір Олега Федорова, 2018)

У 2014 упорядкувала збірку поезій «Осінь у камуфляжі», до якої увійшли твори 31 автора.
У 2016 вийшли друком дві авторські збірки: «Дорога до тебе» збірка поезій (Кременчук: Видавець ПП Щербатих О. В.) та «Неслухняне сонечко» збірка віршів для дітей (видавництво «АртЕконом» м. Київ).
у 2016 упорядкувала колективну збірку поезій «Він, Вона і війна», до якої увійшли твори 17 авторів.
у 2017 упорядкувала колективну збірку творів «Огні горять…»
у 2018 упорядкувала колективну збірку поезій "Танець семи покривал"
Має ряд пісень, створених за участі композитора Оксани Первової-Рошки (м.Чернівці), Миколи Іщука (м.Луцьк), Литвиненко Г.А (м.Кременчук), Облещук М.Й.
Має кілька робіт у співавторстві з Інтернет-проектом «З любов'ю до дітей».
Має публікації в журналах:
2015 — «Мамине сонечко» від 2 до 5 №6, №9, «Маленька фея» №10, "Світ дитини".
2016 — «Джміль», «Мамине сонечко» від 2 до 5 №11.
2017 — «Мамине сонечко» від 2 до 5 №6.

## Відзнаки
- 2014 — Фіналістка конкурсу "Pro Patria" (За Батьківщину) м. Дрогобич
- 2016 — Лауреатка премії ім. Юрія Яновського смт. Компаніївка Кіровоградської обл. в номінації «Найкращий твір для дітей».
- 2018 — Лауреатка премії ім. Віктора Близнеця "Земля світлячків" смт.Компаніївка Кропивницької обл.
- 2018 — Дипломантка «Молодої КороНації» 2018р. за кращий анімаційний твір (сценарій) в категорії «дорослі для дітей» м.Київ.